# 何恺明
何恺明（1984年—），男，中华人民共和国计算机科学家，残差神经网络主要发明人，主要研究领域为计算机视觉、深度学习，现任麻省理工学院副教授。

## 经历
1984年生于广东广州。1997年至2003年就读于广州市执信中学，获得了保送清华大学的资格。2003年以标准分900分获得了广东省高考总分第一，被清华大学物理系基础科学班录取。
2003年至2007年就读于清华大学物理系基础科学班。2007年大四进入微软亚洲研究院视觉计算组实习，实习导师为孙剑。2007年至2011年，进入香港中文大学多媒体实验室攻读博士学位，师从汤晓鸥。2011年博士毕业后进入微软亚洲研究院工作，任研究员。2016年，加入Facebook人工智能实验室，任研究科学家。2024年，赴麻省理工学院电气工程与计算机科学系任教。

## 成就
- 2009年 CVPR最佳论文奖[6]
- 2016年 CVPR最佳论文奖[6]
- 2017年 ICCV最佳论文奖[6]
- 2017年 ICCV最佳学生论文奖[6]
- 2018年 PAMI青年研究员奖[6]
- 2018年 ECCV最佳论文提名奖[6]
- 2023年 未来科学大奖[7]